# Zagubieni (seria 2)

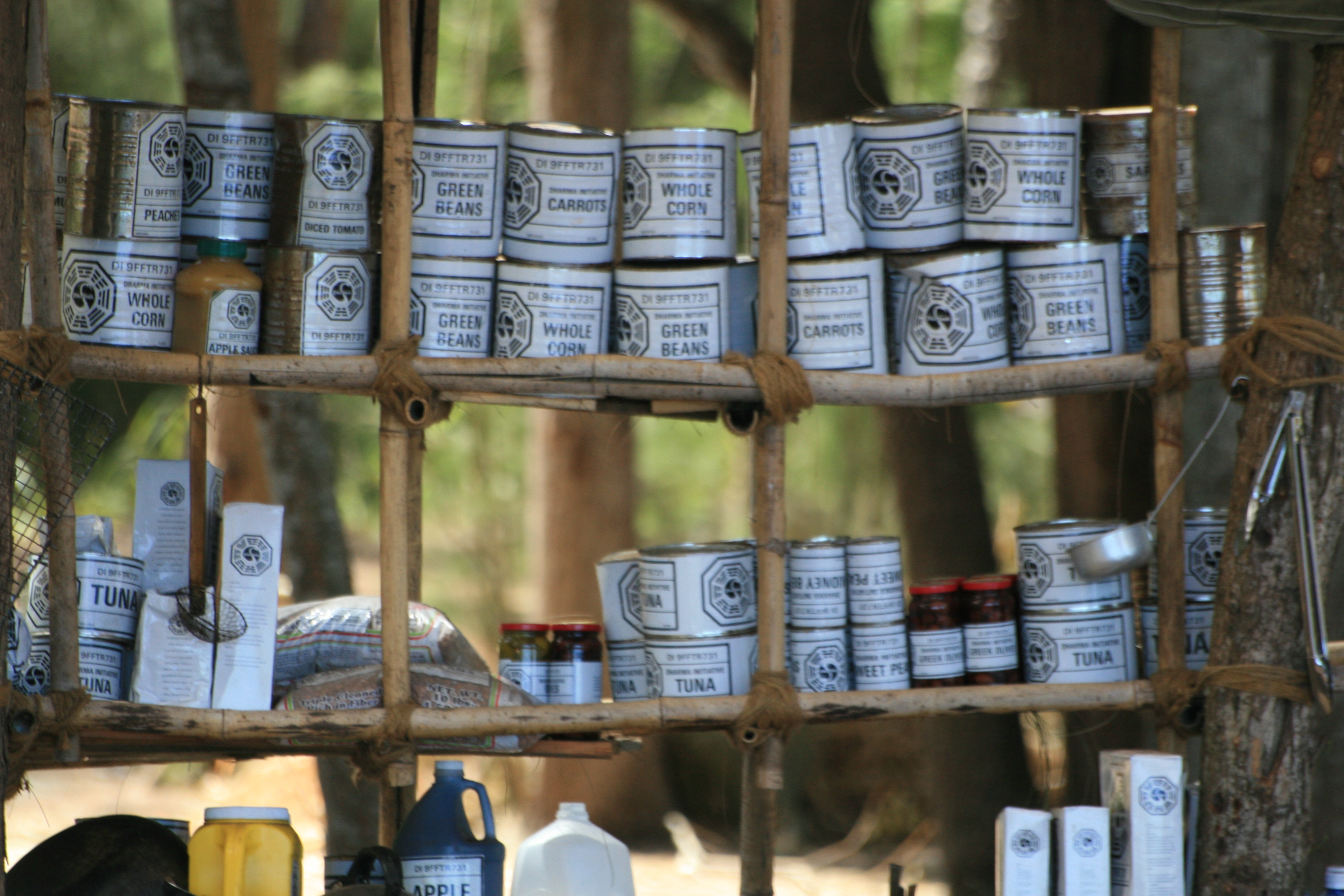
Pożywienie rozbitków – prowiant DHARMA

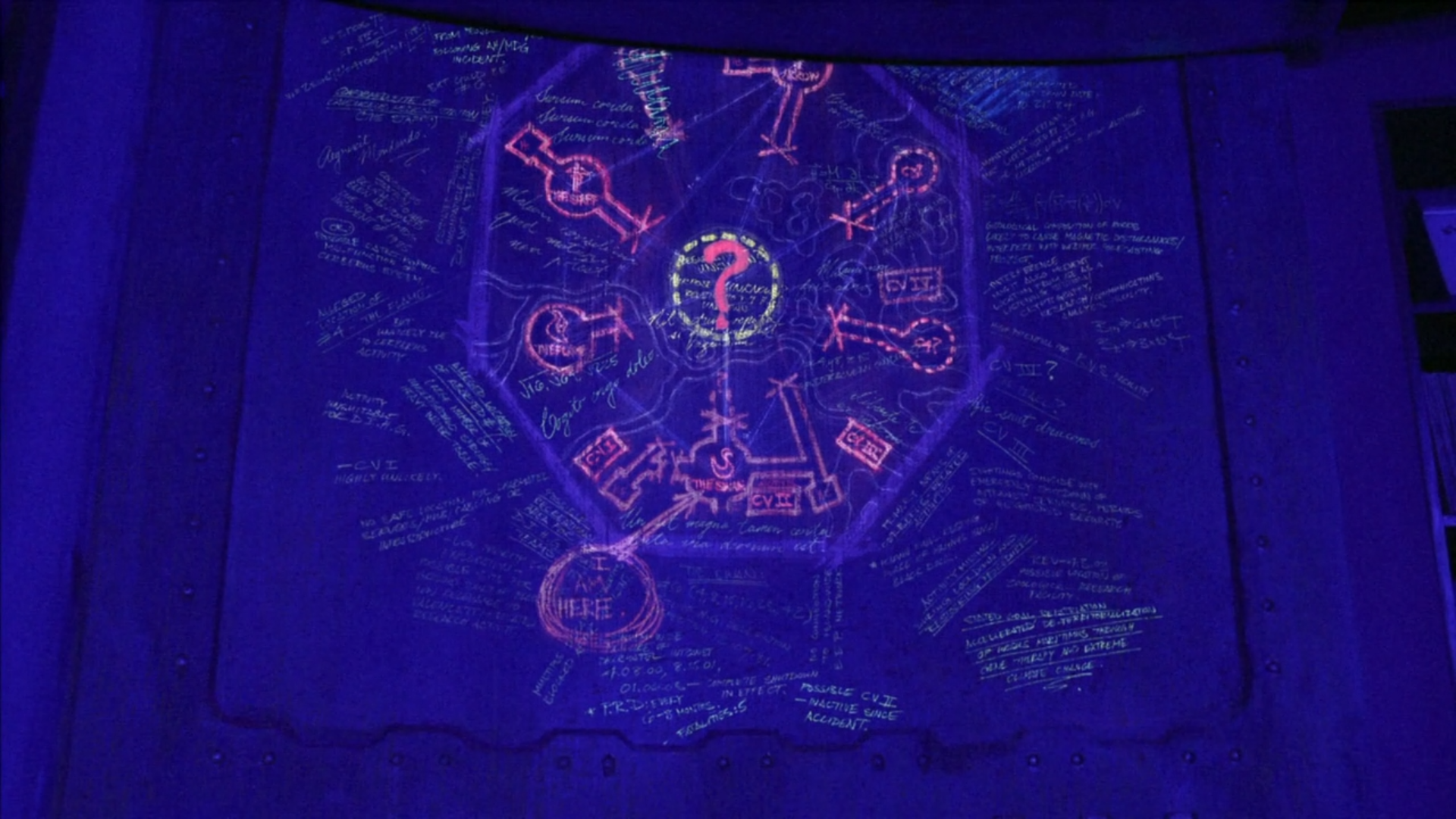
Rozmieszczenie bunkrów na wyspie na grodziach przeciwwybuchowych w bunkrze Łabędź

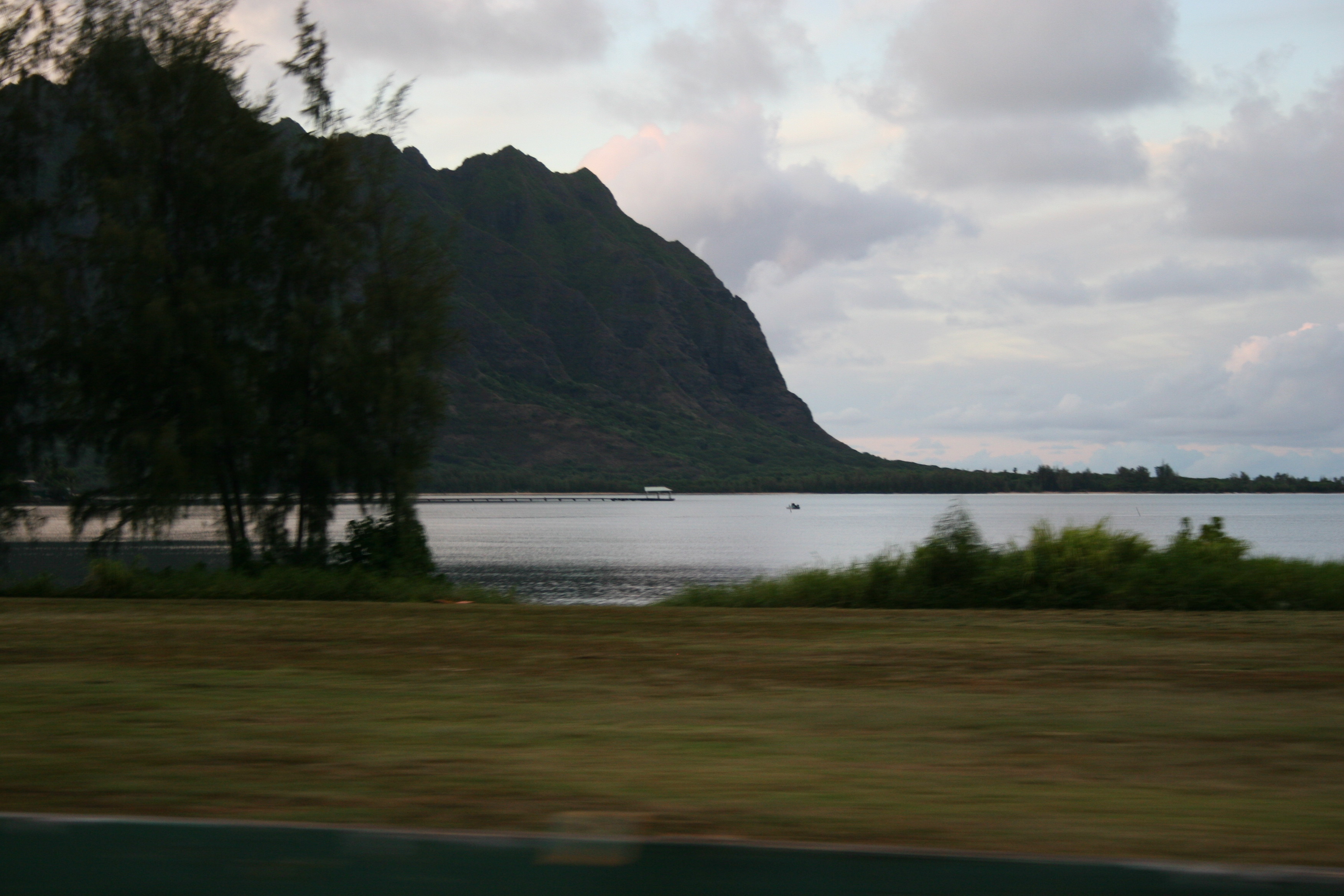
Pala Ferry – przystań, przy której rozgrywały się finałowe sceny sezonu drugiego

Drugi sezon amerykańskiego serialu Zagubieni miał swoją premierę w Stanach Zjednoczonych i Kanadzie 21 września 2005 roku, a ostatni odcinek został wyemitowany 24 maja 2006 roku. Druga seria opowiada o dalszych losach grupy ludzi, którzy w wyniku katastrofy samolotu jakim lecieli, rozbili się na tajemniczej wyspie. Seria porusza również wątek Inicjatywy Dharma i ludzi z tylnej części samolotu. Akcja całego sezonu rozgrywa się w okresie od 4 do 27 listopada 2004 roku.
Sezon drugi Zagubionych został wydany na DVD pt. Lost: The Complete Second Season – The Extended Experience 5 września 2006 roku.
Seria została wyprodukowana przez Touchstone Television (obecnie ABC Studios), Bad Robot Productions oraz Grass Skirt Productions. Była ona emitowana przez ABC w Stanach Zjednoczonych, w każdą środę o godz. 21:00.

## Obsada

### Obsada stała
- Adewale Akinnuoye-Agbaje jako Mr Eko
- Naveen Andrews jako Sayid Jarrah
- Emilie de Ravin jako Claire Littleton
- Matthew Fox jako Jack Shephard
- Jorge Garcia jako Hugo „Hurley” Reyes
- Maggie Grace jako Shannon Rutherford
- Josh Holloway jako Sawyer
- Daniel Dae Kim jako Jin-Soo Kwon
- Kim Yoon-jin jako Sun Kwon
- Evangeline Lilly jako Kate Austen
- Dominic Monaghan jako Charlie Pace
- Terry O’Quinn jako John Locke
- Harold Perrineau Jr. jako Michael Dawson
- Michelle Rodriguez jako Ana-Lucía Cortez
- Cynthia Watros jako Libby

### Pozostałe role
- Sam Anderson jako Bernard Nadler
- Clancy Brown jako Kelvin Inman
- L. Scott Caldwell jako Rose Henderson
- Henry Ian Cusick jako Desmond Hume
- Michael Emerson jako Ben Linus
- M.C. Gainey jako Tom
- Kimberley Joseph jako Cindy Chandler
- Malcolm David Kelley jako Walt Lloyd
- Tania Raymonde jako Alex Rousseau
- John Terry jako Christian Shephard

### Występy gościnne
- Ian Somerhalder jako Boone Carlyle

## Osiągnięcia
Sezon otrzymał dziewięć nominacji do nagrody Emmy, m.in. za reżyserię, jednak nie udało mu się wygrać w żadnej kategorii. Seria, mimo dwóch nominacji, nie otrzymała również ani jednej statuetki na rozdaniu Złotych Globów. Wydanie DVD zadebiutowało na pierwszym miejscu sprzedaży, rozchodząc się pierwszego dnia w liczbie 500 000 kopii. W internetowym sklepie Amazon, DVD zajęło siódme miejsce na liście najczęściej zamawianych produktów 2006 roku. Premiera drugiego sezonu zgromadziła przed telewizorami 23.47 mln Amerykanów. Średnio każdy odcinek w Stanach Zjednoczonych oglądało ok. 15.5 mln osób.

## Lista odcinków
| Nr | #  | Tytuł                             | Tytuł polski                                  | Retrospekcje                         | Reżyseria         | Scenariusz                           | Premiera (ABC)       | Premiera w Polsce                                  |
| --- | -- | --------------------------------- | --------------------------------------------- | ------------------------------------ | ----------------- | ------------------------------------ | -------------------- | -------------------------------------------------- |
| 26 | 1  | Man of Science, Man of Faith      | Człowiek nauki, człowiek wiary                | Jack Shephard                        | Jack Bender       | Damon Lindelof                       | 21 września 2005     | 22 stycznia 2006 (AXN) 7 września 2006 (TVP1)      |
| Kate schodzi pierwsza do otwartego bunkra, jednak w trakcie opuszczania jej do wnętrza szybu, zapala się oślepiające światło, a Kate znika. Locke postanawia pójść za nią, jednak i on znika w tajemniczych okolicznościach. Jako ostatni schodzi Jack. Okazuje się, że w bunkier zamieszkuje pewien człowiek, który związany jest z przeszłością Jacka. Shannon i Sayid szukają Vincenta w dżungli. |    |                                   |                                               |                                      |                   |                                      |                      |                                                    |
| 27 | 2  | Adrift                            | Dryfowanie                                    | Michael                              | Stephen Williams  | Steven Maeda, Leonard Dick           | 28 września 2005     | 29 stycznia 2006 (AXN) 7 września 2006 (TVP1)      |
| Sawyer ratuje Michaela, który rozpacza po porwaniu jego syna przez Innych, jednak Michael obwinia Sawyera o to, że ten namawiając go do odpalenia racy, ściągnął na nich niebezpieczeństwo i przez to jego syn został uprowadzony. Rozbitkowie z tratwy zauważają, że dryfują z powrotem w kierunku Wyspy – gdy dopływają na plażę z dżungli wybiega Jin, którego goni grupa nieznanych im osób... |    |                                   |                                               |                                      |                   |                                      |                      |                                                    |
| 28 | 3  | Orientation                       | Instruktaż                                    | John Locke                           | Jack Bender       | Javier Grillo-Marxuach, Craig Wright | 5 października 2005  | 5 lutego 2006 (AXN) 14 września 2006 (TVP1)        |
| Michael, Sawyer i Jin zostają wrzuceni do wielkiego dołu przez nieznane im osoby. Gdy rozważają możliwość ucieczki, do dołu zostaje przez brutalnego mężczyznę zrzucona Ana-Lucia, dziewczyna, z którą Jack spotkał się w barze w odcinku Exodus: Part 1. Ana twierdzi, że jako jedyna przeżyła katastrofę samolotu 815 i żyje w dżungli, zbiera owoce, a Oni ją porwali i wrzucili do dołu. Gdy rozbitkowie zaczynają jej wierzyć, ona uderza Sawyera i zabiera mu pistolet. Okazuje się, że współpracuje z potencjalnymi Innymi. Tymczasem w naszym bunkrze Desmond daje naszym rozbitkom film do obejrzenia. Opowiada on historię Inicjatywy DHARMA, projektu, który w latach 70. założyła dwójka naukowców i funkcjonuje na Wyspie. Są przeprowadzane badania na temat różnych dziedzin (więcej w artykule: Inicjatywa DHARMA), a my znajdujemy się w stacji nr 3 – Łabędź. Pierwotnie badało się tu elektromagnetyzm, ale po nastąpieniu tzw. „incydentu” załoga musi wpisywać co 108 minut do komputera szyfr składający się z liczb Hurleya: 4, 8, 15, 16, 23, 42. W dwie osoby. W wyniku szamotaniny pada strzał i komputer zostaje uszkodzony, więc Desmond ucieka, a rozbitkowie sprowadzają do bunkra Hurleya i naprawiającego system Sayida. A w retrospekcjach Locka poznajemy jego życie parę miesięcy po tym, jak oszukał go ojciec. Na zebraniu ludzi z problemami poznał Helen, z którą się związał. Jednak godzinami siedział pod domem swojego ojca. W końcu Helen postanowiła go pilnować i załatwić mu odpowiednią terapię. W bunkrze Jack jest przeciwny wpisywaniu liczb, a Locke chce to robić. Lekarz goni Desmonda. Przypominają sobie spotkanie na Stadionie. Okazuje się, że Sarah nie jest już żoną Jacka. Locke mimo protestów Hurleya wpisuje szyfr. Licznik przewija się do 108 minut i wszystko wraca do normy. |    |                                   |                                               |                                      |                   |                                      |                      |                                                    |
| 29 | 4  | Everybody Hates Hugo              | Wszyscy nienawidzą Hugo                       | Hurley                               | Alan Taylor       | Edward Kitsis, Adam Horowitz         | 12 października 2005 | 12 lutego 2006 (AXN) 14 września 2006 (TVP1)       |
| Hurley stara się podzielić zapasy znalezione w bunkrze, ale nie wiedząc w jaki sposób to zrobić, prosi o pomoc Rose. Sawyer, Michael i Jin dowiadują się, że ludzie, którzy ich uwięzili to tzw. „ogonowcy”, a więc pasażerowie lotu 815 z tylnej części samolotu. Sayid i Jack próbują zbadać strukturę bunkra. |    |                                   |                                               |                                      |                   |                                      |                      |                                                    |
| 30 | 5  | ...And Found                      | ...i znaleziony                               | Jin-Soo Kwon i Sun Kwon              | Stephen Williams  | Damon Lindelof, Carlton Cuse         | 19 października 2005 | 19 lutego 2006 (AXN) 21 września 2006 (TVP1)       |
| Rozbitkowie z tylnej części samolotu dają Michaelowi, Sawyerowi i Jinowi trudne zadanie; ponieważ nie czują się bezpieczni u siebie, nakazują prowadzić się do obozu gdzie mieszka Jack, Kate i pozostali rozbitkowie. Przy okazji wspólnej podróży mają okazję lepiej się poznać. Ana-Lucia jest zdecydowaną przywódczynią grupy. Jest agresywna i za pomocą kija rządzi wszystkimi. Jej przeciwieństwem jest Libby – miła blondynka, przyjazna i wyrozumiała pani psycholog. Bernard i Cindy boją się Any, więc się słuchają. Wielki Murzyn, Mr Eko, jest jedynym przyjacielem Lucii. Tymczasem Sun gubi obrączkę ślubną. Jack opowiada jej jak szukał swojej. Podzielając wspomnienia z Jinem wspomina, jak jej rodzice próbowali wyswatać ją z Jae Lee, bogatym koreańskim kapitalistą, jednak oboje uznali to za bezsens. Jae wyjechał do USA, a Sun spotkała w parku Jina. Tymczasem Jin wspomina, jak dostał pracę w hotelu w Seulu mimo swego pochodzenia. Miał jeden warunek: nie wpuszczać tam ludzi swojego pokroju. Jednak gdy biedny człowiek przyszedł z potrzebującym wypróżnienia synkiem po długim wahaniu zdecydował się ich wpuścić. Gdy jego szef, Mr Kim, kazał mu ich wyprosić, Jin wyprosił się z pracy. W czasie podróży od rozbitków pod pretekstem nazbierania owoców ucieka Michael, który szuka Walta. Jin i Mr Eko szukają go. Mijają się z Innymi, jednak widzą tylko ich nogi i ciągniętego misia. Gdy Libby obwieszcza jego zniknięcie, Ana chce ich zostawić, tak uważa też Sawyer. Wierzy, że Eko wróci, a na pozostałych jej nie zależy i, gdyby nie protesty Libby, tak by uczyniła. Hurley i Kate pomagają Sun szukać pierścionka. Hurley uważa, że połknął go Vincent, jednak ta teoria upada. W ataku złości niszczy swój ogródek. Powstrzymuje ją John Locke. W końcu znajdują go w wyłowionej przez Claire butelce z wiadomościami. Sun jest szczęśliwa. Opowiada o swym życiu Kate. Jin i Eko znajdują Michaela przy wodospadzie. Przekonują go, żeby powrócił, a jak już znajdą obóz to poszukają Walta wspólnie. Michael daje się uprosić. Tymczasem Locke opowiada Charliemu o tajemnicach związanych ze stacją Łabędź Inicjatywy DHARMA – tajemniczego bunkra. |    |                                   |                                               |                                      |                   |                                      |                      |                                                    |
| 31 | 6  | Abandoned                         | Porzuceni                                     | Shannon                              | Adam Davidson     | Elizabeth Sarnoff                    | 9 listopada 2005     | 26 lutego 2006 (AXN) 21 września 2006 (TVP1)       |
| Charlie staje się zazdrosny o Claire, kiedy widzi jak Locke pomaga dziewczynie w opiece nad dzieckiem. Sayid buduje namiot dla Shannon, tymczasem ona ponownie miewa wizje, w których występuje Walt – biegnie zatem z Vincentem do dżungli. Stan Sawyera pogarsza się i „ogonowcy” zmuszeni są do zbudowania noszy dla niego, nagle w dżungli słyszą szepty... |    |                                   |                                               |                                      |                   |                                      |                      |                                                    |
| 32 | 7  | The Other 48 Days                 | Inne 48 dni                                   | Rozbitkowie z tylnej części samolotu | Eric Laneuville   | Damon Lindelof, Carlton Cuse         | 16 listopada 2005    | 5 marca 2006 (AXN) 28 września 2006 (TVP1)         |
| Odcinek w pełni poświęcony rozbitkom z tylnej części samolotu – tzw. „ogonowcom”. Ukazuje ich życie na Wyspie aż do spotkania z pozostałymi rozbitkami lotu 815. |    |                                   |                                               |                                      |                   |                                      |                      |                                                    |
| 33 | 8  | Collision                         | Kolizja                                       | Ana-Lucia                            | Stephen Williams  | Javier Grillo-Marxuach, Leonard Dick | 23 listopada 2005    | 12 marca 2006 (AXN) 28 września 2006 (TVP1)        |
| Gdy Shannon zostaje zabita przez Anę-Lucię, Sayid wyciąga pistolet i mierzy do niej, jednak zostaje szybko obezwładniony przez Mr.'a Eko i następnie przywiązany do drzewa. Eko decyduje się zanieść nieprzytomnego Sawyera do obozu – wychodząc z dżungli napotyka Jacka i Kate grających w golfa. Reszta rozbitków dociera do głównego obozu. |    |                                   |                                               |                                      |                   |                                      |                      |                                                    |
| 34 | 9  | What Kate Did                     | Co zrobiła Kate                               | Kate                                 | Paul Edwards      | Steven Maeda, Craig Wright           | 30 listopada 2005    | 19 marca 2006 (AXN) 5 października 2006 (TVP1)     |
| W bunkrze Jack zajmuje się rannym Sawyerem. Tymczasem w dżungli Kate widzi czarnego konia, który związany był z jej przeszłością. Shannon zostaje pochowana. Eko pokazuje Locke’owi ciekawy przedmiot w postaci krótkiego fragmentu taśmy filmowej ukrytej w Biblii... |    |                                   |                                               |                                      |                   |                                      |                      |                                                    |
| 35 | 10 | The 23rd Psalm                    | Psalm 23                                      | Eko                                  | Matt Earl Beesley | Carlton Cuse, Damon Lindelof         | 11 stycznia 2006     | 2 kwietnia 2006 (AXN) 5 października 2006 (TVP1)   |
| Claire spotyka Eko i postanawia się do niego przysiąść i porozmawiać. W trakcie rozmowy Eko dowiaduje się o znalezionych w dżungli przez Charliego figurkach Matki Boskiej. Gdy odnajduje Charliego łowiącego ryby z Jinem naciska na niego aby ten zaprowadził go do miejsca, w którym znalazł owe figurki. Kate strzyże Sawyera. Michael stara się nawiązać kontakt z Waltem poprzez komputer w bunkrze. |    |                                   |                                               |                                      |                   |                                      |                      |                                                    |
| 36 | 11 | The Hunting Party                 | Wyprawa na polowanie                          | Jack                                 | Stephen Williams  | Elizabeth Sarnoff, Christina M. Kim  | 18 stycznia 2006     | 9 kwietnia 2006 (AXN) 12 października 2006 (TVP1)  |
| Michael ogłusza Locke’a, a następnie grozi Jackowi bronią i zamyka ich w zbrojowni, idąc samemu na poszukiwanie syna. Jack postanawia wyruszyć za Michaelem, dołączają do niego Sawyer i Locke. W dżungli Jack, Locke i Sawyer spotykają brodatego kapitana statku, który porwał Walta... |    |                                   |                                               |                                      |                   |                                      |                      |                                                    |
| 37 | 12 | Fire + Water                      | Ogień + woda                                  | Charlie                              | Jack Bender       | Edward Kitsis, Adam Horowitz         | 25 stycznia 2006     | 16 kwietnia 2006 (AXN) 19 października 2006 (TVP1) |
| Odcinek rozpoczyna się retrospekcją, a właściwie snem, który dotyczył dzieciństwa Charliego. Rozmawiając z Mr. Eko na temat swoich snów, Eko podsuwa Charliemu stwierdzenie, że sny mają pewne znaczenie. Jack pomaga zbudować namiot Anie-Lucii. Locke rekwiruje ukryte przez Charliego statuetki Matki Boskiej wypełnione heroiną i zamyka je w zbrojowni bunkra. Eko zostaje poproszony przez Claire o ochrzczenie Aarona. |    |                                   |                                               |                                      |                   |                                      |                      |                                                    |
| 38 | 13 | The Long Con                      | Wielki przekręt                               | Sawyer                               | Roxann Dawson     | Steve Maeda, Leonard Dick            | 8 lutego 2006        | 23 kwietnia 2006 (AXN) 19 października 2006 (TVP1) |
| Hurley pokazuje Sayidowi radio, którego wcześniej używał Bernard, jednak Jarrah nie jest zainteresowany urządzeniem. Podczas pracy w ogródku Sun zostaje napadnięta i wywleczona w głąb dżungli. Kate i Sawyer słysząc krzyk biegną jej na pomoc i znajdują ją nieprzytomną. Ana-Lucia stwierdza, że Inni powrócili, dlatego najlepszym sposobem byłoby sformowanie „armii” do obrony przed Innymi. Jack dowiaduje się od Sawyera, że Locke ukrył przed nim broń z bunkra, jednak jak się później okazuje, Sawyer wykiwał Locke’a i Jacka, ponieważ odkrył miejsce gdzie John ukrył broń i sam ją zarekwirował... |    |                                   |                                               |                                      |                   |                                      |                      |                                                    |
| 39 | 14 | One of Them                       | Jeden z nich                                  | Sayid                                | Stephen Williams  | Carlton Cuse, Damon Lindelof         | 15 lutego 2006       | 30 kwietnia 2006 (AXN) 26 października 2006 (TVP1) |
| Ana-Lucia zabiera Sayida w głąb dżungli i pokazuje mu przechadzającą się Russeau. Sayid postanawia porozmawiać z Francuzką, ta stwierdza, że go szukała i chce mu coś pokazać. Francuzka zabiera Irakijczyka do złapanego przez nią pewnego człowieka, którego uznaje za jednego „Innych” – człowiek, który wisi na drzewie w pułapce Russeau przedstawia się jako Henry Gale – twierdzi, że leciał balonem i rozbił się na Wyspie. Sayid postanawia zabrać rozbitka do bunkra i dokładnie go przesłuchać. Tymczasem Hurley pomaga Sawyerowi znaleźć rzekotkę, która swoim skrzeczeniem doprowadza Sawyera do szału. |    |                                   |                                               |                                      |                   |                                      |                      |                                                    |
| 40 | 15 | Maternity Leave                   | Urlop macierzyński                            | Claire                               | Jack Bender       | Dawn Lambertsen                      | 1 marca 2006         | 7 maja 2006 (AXN) 26 października 2006 (TVP1)      |
| Aaron dostaje gorączki i wysypki, Claire nie wiedząc co robić budzi Locke’a, ten postanawia pójść po Jacka. Jednak w tym czasie zjawia się Russeau, która mówi, że dziecko zostało zarażone. Claire postanawia przypomnieć sobie porwanie i wrócić do miejsca, w którym Ethan ją przetrzymywał... Eko chce porozmawiać z więzionym w zbrojowni bunkra Henrym Gale’em. |    |                                   |                                               |                                      |                   |                                      |                      |                                                    |
| 41 | 16 | The Whole Truth                   | Cała prawda                                   | Sun                                  | Karen Gaviola     | Elizabeth Sarnoff, Christina M. Kim  | 22 marca 2006        | 14 maja 2006 (AXN) 2 listopada 2006 (TVP1)         |
| Locke prosi Anę-Lucię o przesłuchanie Henry’ego Gale’a. Tymczasem Sun pyta Sawyera, który zarządza lekarstwami o test ciążowy. Ana-Lucia bez wiedzy Jacka i Locke’a pokazuje mapę do balonu (narysowaną przez Gale’a) Sayidowi i Charliemu – cała trójka wyrusza na poszukiwanie balonu w głąb dżungli. |    |                                   |                                               |                                      |                   |                                      |                      |                                                    |
| 42 | 17 | Lockdown                          | Karcer                                        | Locke                                | Stephen Williams  | Carlton Cuse, Damon Lindelof         | 29 marca 2006        | 21 maja 2006 (AXN) 2 listopada 2006 (TVP1)         |
| Ana-Lucia, Sayid i Charlie wciąż szukają balonu, gdy nagle go odnajdują. Tymczasem w bunkrze opadają grodzie przeciwwybuchowe i odcinają Locke’a od dalszych części bunkra – Locke jest zmuszony współpracować z Henrym Gale’em. Jack postanawia zagrać w pokera z Sawyerem i wygrać od niego lekarstwa, które ukrywa. Wieczorem Kate i Jack napotykają zrzut z żywnością dla Projektu DHARMA. Charlie, Sayid i Ana-Lucia powracają z poszukiwań balonu – wychodzi na jaw prawdziwa tożsamość Henry’ego Gale’a... |    |                                   |                                               |                                      |                   |                                      |                      |                                                    |
| 43 | 18 | Dave                              | Dave                                          | Hurley i Libby                       | Jack Bender       | Edward Kitsis, Adam Horowitz         | 5 kwietnia 2006      | 28 maja 2006 (AXN) 9 listopada 2006 (TVP1)         |
| Hurley za namową Libby niszczy zapasy żywności, które ukrył, gdy nagle kilkoro rozbitków z Jinem i Sun na czele biegnie w stronę zrzutu żywności Projektu DHARMA. W dżungli Hurley widzi swojego starego przyjaciela Dave’a... Tymczasem w bunkrze Sayid i Ana-Lucia ponownie przesłuchują fałszywego Henry’ego Gale’a, a Jack opatruje rannego Locke’a. Fałszywy Henry Gale wyjawia pewną tajemnicę Locke’owi. |    |                                   |                                               |                                      |                   |                                      |                      |                                                    |
| 44 | 19 | S.O.S.                            | S.O.S.                                        | Rose i Bernard                       | Eric Laneuville   | Steven Maeda, Leonard Dick           | 12 kwietnia 2006     | 4 czerwca 2006 (AXN) 9 listopada 2006 (TVP1)       |
| Bernard chce utworzyć na plaży wielki znak SOS z ciemnych kamieni, dlatego pragnie pozyskać kilkoro rozbitków, którzy pomogliby mu w pracy. W bunkrze Locke próbuje narysować na kartce mapę, która wyświetliła się na grodziach przeciwwybuchowych. Jack i Kate wyruszają do dżungli by ponownie spotkać się z brodatym kapitanem statku i porozmawiać z nim. |    |                                   |                                               |                                      |                   |                                      |                      |                                                    |
| 45 | 20 | Two for the Road                  | Dwoje na drodze                               | Ana-Lucia                            | Paul Edwards      | Elizabeth Sarnoff, Christina M. Kim  | 3 maja 2006          | 11 czerwca 2006 (AXN) 16 listopada 2006 (TVP1)     |
| Ana-Lucia ponownie przesłuchuje fałszywego Gale’a, gdy ten nagle zaczyna ją dusić – na szczęście Locke przychodzi Anie z pomocą i ogłusza więźnia. Jack i Kate przyprowadzają do bunkra Michaela, który opowiada im o obozie „Innych”. |    |                                   |                                               |                                      |                   |                                      |                      |                                                    |
| 46 | 21 | Question Mark                     | Znak zapytania                                | Eko                                  | Deran Sarafian    | Carlton Cuse, Damon Lindelof         | 10 maja 2006         | 18 czerwca 2006 (AXN) 16 listopada 2006 (TVP1)     |
| Mr Eko widzi w śnie Anę-Lucię i swojego brata Yemiego, którzy każą mu pomóc Johnowi odnaleźć „znak zapytania”. Locke, Sawyer, Kate i Jack wchodzą do bunkra. Spotykają tam rannego Michaela (zastrzelił obie kobiety – Anę-Lucię i Libby oraz postrzelił samego siebie umożliwiając w ten sposób ucieczkę Henry’emu). Mówi, że „Tamten”, którego rozbitkowie trzymali w bunkrze uciekł zastrzeliwszy Anę-Lucię i Libby oraz zraniwszy jego. Okazuje się, że Libby jeszcze żyje. Jack stara się uratować kobietę, jednak potrzebna mu jest do tego heroina zabrana przez Sawyera. Eko proponuje, że razem z Lockiem odnajdą uciekiniera. Wyruszają jego tropem do dżungli. Jednak prawdziwym powodem wyprawy Eko jest odszukanie z pomocą Johna „znaku zapytania”. Późną nocą dochodzą do samolotu przemytników, przy którym rozbijają obóz. Tym razem to Locke ma sen, w którym Yemi, znajduje się na szczycie pobliskiego klifu. Eko szybko odczytując wskazówkę wspina się na niego. Z góry zauważa olbrzymi znak zapytania na ziemi. Zszedłszy z powrotem na dół, Eko dokładnie przeszukuje ziemię w pobliżu tajemniczego znaku. Odkrywa właz do kolejnego bunkra. Wraz z Lockiem przesuwa spalony samolot, aby dostać się do niego. Wewnątrz znajduje się opuszczona stacja. Z filmu instruktażowego dowiadujemy się, iż jest to stacja nr 5 – Perła (The Pearl). Załoga tego bunkra miała monitorować ludzi pracujących w innych stacjach na wyspie, a swoje spostrzeżenia zapisywać w dziennikach. Te miały być potem z pomocą specjalnej tuby transportowane na zewnątrz i magazynowane dla potrzeb Inicjatywy DHARMA. Po obejrzeniu filmu, Eko nabiera przekonania, że wciskanie klawisza w stacji Łabędź jest jeszcze ważniejsze niż dotychczas. Tymczasem w stacji nr 3 trwa walka o życie Libby. Kobieta jest jednak w krytycznym stanie. Czuwa przy niej Hugo. Obwinia siebie za to, co ją spotkało, bo przecież to on zapomniał koców, po które Libby przyszła do bunkra. Ostatkiem sił ze strachem w oczach kobieta wypowiada słowo Michael!. Rozbitkowie sądząc, że pyta o jego zdrowie, nie zdają sobie sprawy z tego, że wskazuje ona na zabójcę. Po tym wycieńczona umiera. W retrospekcjach poznajemy cel podróży Eko do Australii. W Sydney jako ksiądz bada sprawę rzekomo cudownego powrotu do życia dziewczyny, która wcześniej utonęła. Początkowo wierzy on w autentyczność tego cudu. Jednak w rozmowie z ojcem dziewczyny, dowiaduje się, że jest to mistyfikacja sporządzona przez jego żonę. Mówi, że w istocie jego córka zapadła w głęboką hipotermię. Przyznaje się także, że jest jasnowidzem oszukującym ludzi, a jego żona – chora dewotka – chce mu udowodnić istnienie cudów. Eko spisuje raport, że żadnego cudu nie było. Jednak w ostatniej retrospekcji ukazane jest jego spotkanie z rzekomo ożywioną dziewczynką na lotnisku tuż przed odlotem do Los Angeles. Mówi mu ona, że między światami spotkała jego brata Yemi’ego, który powiedział jej, że chociaż Eko nie jest prawdziwym księdzem, to jednak jest z niego dumny. |    |                                   |                                               |                                      |                   |                                      |                      |                                                    |
| 47 | 22 | Three Minutes                     | Trzy minuty                                   | Michael                              | Stephen Williams  | Edward Kitsis, Adam Horowitz         | 17 maja 2006         | 25 czerwca 2006 (AXN) 23 listopada 2006 (TVP1)     |
| W bunkrze rozbitkowie debatują nad tym jakie kroki powinni podjąć w sprawie „Innych”. W retrospekcjach zostają przedstawione ostatnie 14 dni kiedy Michael wyruszył na poszukiwanie Walta i spotkał „Innych”. Charlie daje Claire zestaw ze szczepionkami Projektu DHARMA. Eko porzuca budowę kościoła na rzecz wciskania klawisza w stacji „Łabędź”. Ana-Lucia i Libby zostają pogrzebane. W trakcie pogrzebu rozbitkowie zauważają płynącą po oceanie łódź... |    |                                   |                                               |                                      |                   |                                      |                      |                                                    |
| 48 | 23 | Live Together, Die Alone (Part 1) | Żyjmy razem, umierajmy w samotności (Część 1) | Desmond                              | Jack Bender       | Carlton Cuse, Damon Lindelof         | 24 maja 2006         | 2 lipca 2006 (AXN) 23 listopada 2006 (TVP1)        |
| Łódź, którą zauważyli rozbitkowie podczas pogrzebu Any-Lucii i Libby okazuje się należeć do Desmonda – człowieka, który do czasu otworzenia bunkra przez Locke’a wciskał klawisz komputera w stacji „Łabędź”. Sayid chce wykorzystać łódź Desmonda do zaskoczenia „Innych”. Między Locke’iem a Eko dochodzi do kłótni odnośnie do sensu wciskania klawisza w „Łabędziu”. Michael wraz Jackiem, Kate, Sawyerem i Hurleyem wyruszają do obozu „Innych”... |    |                                   |                                               |                                      |                   |                                      |                      |                                                    |
| 49 | 24 | Live Together, Die Alone (Part 2) | Żyjmy razem, umierajmy w samotności (Część 2) | Desmond                              | Jack Bender       | Carlton Cuse, Damon Lindelof         | 24 maja 2006         | 2 lipca 2006 (AXN) 30 listopada 2006 (TVP1)        |
| Jack, Kate, Sawyer i Hurley zostają zaatakowani i pojmani przez „Innych”. Tymczasem w stacji „Łabędź” Desmond i Locke oczekują na wyzerowanie się zegara. Charlie pokazuje Mr Eko ukryty dynamit, którym Eko chce wysadzić grodzie przeciwwybuchowe, którymi Locke i Desmond zamknęli się w pomieszczeniu z komputerem. Gdy ostatecznie Desmond chce wcisnąć klawisz, Locke niszczy komputer – w bunkrze dochodzi do wypadku... |    |                                   |                                               |                                      |                   |                                      |                      |                                                    |

## Odcinki specjalne
| S2 | Destination Lost | – | Peter Coyote | 21 września 2005 | nieemitowany                                    |
| Odcinek specjalny wyemitowany przed odcinkiem Man of Science, Man of Faith.                               |                  |   |              |                  |                                                 |
| S3 | Lost: Revelation | – | Peter Coyote | 11 stycznia 2006 | 26 marca 2006 (AXN) 12 października 2006 (TVP1) |
| Odcinek specjalny wyemitowany pomiędzy odcinkami What Kate Did (odcinek 9) a The 23rd Psalm (odcinek 10). |                  |   |              |                  |                                                 |
| S4 | Lost: Reckoning  | – | Peter Coyote | 26 kwietnia 2006 | nieemitowany                                    |
| Odcinek specjalny wyemitowany pomiędzy odcinkami S.O.S. (odcinek 19) a Two for the Road (odcinek 20).     |                  |   |              |                  |                                                 |